# Kryptopterus lais
Kryptopterus lais är en fiskart som först beskrevs av Bleeker, 1851.  Kryptopterus lais ingår i släktet Kryptopterus och familjen malfiskar. Inga underarter finns listade i Catalogue of Life.